# Zrenjanin
Zrenjanin (srbska cirilica: Зрењанин) je mesto in središče istoimenske občine v Srbiji. Je največje mesto v Banatu in tretje največje v avtonomni pokrajini Vojvodini.
Prvotno ime mesta je bilo Bečkerek, dokler mu niso bile leta 1769 podeljene trške pravice in ime Veliki Bečkerek. Mnogi domačini mesto pogovorno tudi danes imenujejo Bečkerek. Leta 1935 so mesto preimenovali v Petrovgrad, leta 1946 pa v Zrenjanin po narodnem heroju Žarku Zrenjaninu. 
Madžarsko ime mesta je Nagybecskerek, slovaško Zreňanin in romunsko Becicherecul Mare ali Zrenianin; poleg srbščine so v mestu uradni tudi ti trije jeziki.
V bližini se nahaja letališče Zrenjanin. V mestu zelo uspešno deluje tudi slovensko društvo "Planika". Uradni naziv je Društvo Slovencev Planika.

## Demografija
V Zrenjaninu je po popisu leta 2011 živelo 76.511 prebivalcev. Večinski prebivalci so Srbi ob znatni madžarski, slovaški, romunski in romski manjšini.
| 1948   | 1953   | 1961   | 1971   | 1981   | 1991   | 2002   | 2011   |
| 38.564 | 44.168 | 55.539 | 71.424 | 81.270 | 81.316 | 79.773 | 76.511 |

| Etnična sestava po popisu iz leta 2011 | Etnična sestava po popisu iz leta 2011 | Etnična sestava po popisu iz leta 2011 | Etnična sestava po popisu iz leta 2011 | Etnična sestava po popisu iz leta 2011 |
| -------------------------------------- | -------------------------------------- | -------------------------------------- | -------------------------------------- | -------------------------------------- |
| Srbi                                   | Srbi                                   |                                        | 54.648                                 | 71,42%                                 |
| Madžari                                | Madžari                                |                                        | 10.000                                 | 13,07%                                 |
| Romi                                   | Romi                                   |                                        | 2.109                                  | 2,75%                                  |
| Romuni                                 | Romuni                                 |                                        | 635                                    | 0,83%                                  |
| Jugoslovani                            | Jugoslovani                            |                                        | 467                                    | 0,61%                                  |
| Hrvati                                 | Hrvati                                 |                                        | 373                                    | 0,48%                                  |
| Slovaki                                | Slovaki                                |                                        | 329                                    | 0,43%                                  |
| Makedonci                              | Makedonci                              |                                        | 315                                    | 0,41%                                  |
| Črnogorci                              | Črnogorci                              |                                        | 225                                    | 0,29%                                  |
| Nemci                                  | Nemci                                  |                                        | 108                                    | 0,14%                                  |
| Slovenci                               | Slovenci                               |                                        | 61                                     | 0,08%                                  |
| ostali                                 | ostali                                 |                                        | 560                                    | 0,73%                                  |
| regionalna pripadnost                  | regionalna pripadnost                  |                                        | 2.338                                  | 3,05%                                  |
| neopredeljeni                          | neopredeljeni                          |                                        | 3.669                                  | 4,79%                                  |
| neznano                                | neznano                                |                                        | 674                                    | 0,88%                                  |

## Znamenite osebnosti
- László Kovács (* 1966) madžarski vojvodinski pesnik in  pisatelj